# Ricardo Munguía
Ricardo Munguía Pérez (Ciudad de México, México, 5 de junio de 1975). Es un exfutbolista mexicano que jugaba en la demarcación de centrocampista y su primer equipo fue Veracruz.

## Trayectoria
Su carrera se extiende en varios clubes sin embargo jugó muy poco en la Primera División participando solamente con Veracruz desarrollando en su mayor parte en la Liga de Ascenso, vistiendo la camiseta de muchos clubes entre ellos destacan Correcaminos UAT, Acapulco FC, Atlético Yucatán, San Luis FC, Atlético Chiapas, Orizaba , CF Oaxaca, Tlaxcala, Coatzacoalcos, Altamira FC y jugó en Canadá en los clubes de Toronto Lynx  y Serbian White Eagles.

### Clubes
| Club                       | País   | Año         |
| -------------------------- | ------ | ----------- |
| Veracruz                   | México | 1993 - 1995 |
| Correcaminos de la UAT     | México | 1995 - 1996 |
| Acapulco FC                | México | 1996        |
| Veracruz                   | México | 1997        |
| Atlético Yucatán           | México | 1997 - 1998 |
| Toronto Lynx               | Canadá | 1999        |
| San Luis Fútbol Club       | México | 2000 - 2001 |
| Atlético Chiapas           | México | 2001        |
| Orizaba                    | México | 2002        |
| CF Oaxaca                  | México | 2003        |
| Linces de Tlaxcala         | México | 2003 - 2004 |
| Pioneros de Ciudad Obregón | México | 2004 - 2005 |
| Lagartos de Tabasco        | México | 2005        |
| Coatzacoalcos              | México | 2006 - 2007 |
| Serbian White Eagles       | Canadá | 2007 - 2008 |
| Veracruz                   | México | 2008        |
| Orizaba                    | México | 2009 - 2010 |
| Altamira FC                | México | 2012        |